# Frank Lambert (Ornithologe)
Frank Robert Lambert (* 1958 in Brighton) ist ein britischer Ornithologe und Ökologe, der vornehmlich in Südostasien und Südamerika tätig ist.

## Leben
Bereits im Alter von 10 Jahren war Lambert von der Vogelbeobachtung fasziniert. Im Alter von 17 Jahren begleitete er das Zoologen-Ehepaar Tim und Carol Inskipp auf seine erste Exkursion außerhalb Großbritanniens, in die Camargue. 1978 unternahm er gemeinsam mit den Ornithologen Richard Grimmett, Dick Filby und Les Norton eine achtmonatige Expedition nach Nepal, Assam und Afghanistan. 1981 folgte ebenfalls mit Grimmett und Filby eine Exkursion nach Thailand. 1983 graduierte er zum Bachelor of Science im Bereich Ökologie. 1985 besuchte er mit dem niederländischen Ornithologen Frank Rozendaal die Sangihe-Inseln, um den Sangihedickkopf (Coracornis sanghirensis) und den Silberparadiesschnäpper (Eutrichomyias rowleyi), zwei lange verschollene Vogelarten, wiederzuentdecken. Auch wenn die Expedition von Rozendaal und Lambert ein Fehlschlag war, so konnte doch durch weitere Suchen in den 1990er Jahren bestätigt werden, dass beide Arten noch existieren. 1987 promovierte er mit der Dissertation „Fig-eating and dispersal by birds in a Malaysian lowland rain forest“ zum Ph.D. an der University of Aberdeen. Anschließend arbeitete er als Post-Doktorand im Danum Valley in Sabah. Lamberts Forschungsschwerpunkte sind die Ökologie und Avifauna tropischer Wälder. Weiteren Themen seiner Arbeit umfassen die Waldpolitik sowie die Nutzung und das Management von Natürlichen Ressourcen. Ferner ist Lambert Bioakustiker, der in 35 Ländern die Vogelstimmen von 3295 Arten aufgezeichnet hat. Während seiner avifaunistischen Studien in den 1980er und 1990er Jahren bereiste Lambert auch wenig erforschte Regionen wie Karakelong in den indonesischen Talaudinseln, wo er zwei neue Vogelarten, die Karakelong-Kielralle (Amaurornis magnirostris) und die Talaudralle (Gymnocrex talaudensis) entdeckte. Gemeinsam mit Pamela C. Rasmussen beschrieb er 1998 die Sangihe-Zwergohreule (Otus collari). 2002 verlegte Lambert seinen Forschungsbereich nach Südamerika, insbesondere nach Kolumbien und Peru. 2007 gehörte er zu den Erstbeschreibern des gefährdeten Rötel-Drehschwingentyranns (Cnipodectes superrufus), der 1990 im Nationalpark Manú entdeckt und 2003 erstmals von Lambert in seinem natürlichen Lebensraum gefilmt wurde. Seit 2009 arbeitet Lambert in Malaysia.
Lambert schrieb über 50 wissenschaftliche Artikel, darunter einige für das englischsprachige, indonesische Vogeljournal Kukila sowie 1996 ein Buch mit dem Titel Pittas, Broadbills and Asities, das von Martin Woodcock illustriert wurde.